# تریللو
تریللو از شاعر و داستان‌نویس ایتالیایی است. داستان‌های تریللو، کوتاه و پندآموز بودند. از مشهورترین داستان‌های تریللو، می‌توان به داستان «قطرات سه‌گانه» اشاره کرد که گفت‌وگویی بین رب‌النوع و سه قطره آب است که یکی‌شان قطرهٔ آب، دیگری قطرهٔ شبنم و سومی قطرهٔ اشک است. یوسف اعتصامی این داستان را ترجمه و در مجله بهار چاپ کرد. پروین اعتصامی نیز در شعری به نام «گوهر و اشک» متأثر از این داستان بوده است. از دیگر داستان‌های تریللو، می‌توان به داستان «انارشیست» اشاره کرد که گفت‌وگویی میان یک قطعه کیک و عقربه‌های ساعت است. یوسف اعتصامی این داستان را نیز ترجمه کرده که در همان شمارهٔ مجلهٔ بهار سال اول شماره ۵ و ۶ صفحهٔ ۳۶۷ چاپ شده است.